# Acytolepis vandeldeni
Acytolepis vandeldeni är en fjärilsart som beskrevs av Lambertus Johannes Toxopeus 1929. Acytolepis vandeldeni ingår i släktet Acytolepis och familjen juvelvingar. Inga underarter finns listade i Catalogue of Life.